# 具帶蛇蝸牛
具帶蛇蝸牛（學名：Pseudiberus zenonis）是一個蝸牛的物種，屬於堅齒螺科扁蝸牛亞科拟蛇蜗牛属的一種陸生肺螺類腹足綱軟體動物。

## 型態描述
本物種有五層螺層，殻高7–8 mm，直徑17–20 mm。唇緣有兩顆輕微突起。

## 棲息地
棲息於陡峭的山坡上，冬天會將自己埋在泥土中。

## 分佈
本物種只分佈於中國山東省。

## 外部連結
- 維基物種上的相關：具帶蛇蝸牛